# Le Mariage de ses rêves
Le Mariage de ses rêves (June in January) est un téléfilm canadien réalisé par Mark Griffiths et diffusé aux États-Unis le 18 janvier 2014 sur Hallmark Channel.

## Synopsis
Alex et June filent le parfait amour. Ils vont se marier en juin, un mariage qui compte beaucoup pour June qui prépare ce jour depuis toute petite avec sa mère, décédée maintenant depuis quelques années, elle veut que tout soit parfait et comme sa mère et elle l'avaient rêvée...Mais c'est sans compter les multiples imprévus qui les poussent à se marier au plus vite, et en hiver...

## Fiche technique
- Titre original : June in January
- Réalisateur : Mark Griffiths
- Scénario : Jean Abounader et J.B. White
- Photographie : Eric J. Goldstein
- Musique : Lawrence Shragge
- Durée : 93 min
- Date de diffusion :
  -  France : 21 avril 2015 sur TF1

## Distribution
- Brooke D'Orsay (VF : Victoria Grosbois) : June Fraser
- Wes Brown (VF : Anatole de Bodinat) : Alex Blackwell
- Marilu Henner (VF : Clara Borras) : Diana Blackwell
- Gerard Plunkett (VF : Jean-François Aupied) : Richard Blackwell
- Barclay Hope (VF : Stefan Godin) : Charlie Fraser
- Christie Laing : Tessa Williams
- Chelsea Hobbs (VF : Pamela Ravassard) : Bethany Barnard
- Anne Marie DeLuise (VF : Élisabeth Fargeot) : Kathryn Fraser
- Nils Hognestad : Dave
- Nathan Witte : Matt
- Kaitlyn Bernard (VF : Clara Quilichini) : June à 12 ans

 Source et légende : version française (VF) sur RS Doublage et selon le carton du doublage français télévisuel.